# Enghelberto I d'Istria
Enghelberto I, o Engelberto, (... – Sankt Paul im Lavanttal, 1º aprile 1096) fu margravio d'Istria dal 1090 alla morte, conte di Sponheim, di Kraichgau e di Pusteria e vogt di Salisburgo.

## Biografia
Era il figlio maggiore del conte Sigfrido I di Spanheim e di Riccarda di Lavant, erede del conte della stirpe dei Sigeardingi Enghelberto IV. Apparteneva dunque alla stirpe degli Sponheim. Nel 1065 succedette ai Zeisolf-Wolframen come conte in Kraichgau, dal 1070 è segnalato come conte in Val Pusteria. Apparteneva, così come i suoi fratelli, al partito papale della Germania meridionale nel contesto della lotta per le investiture e, in qualità di sostenitore dell'arcivescovo Gebeardo di Salisburgo, combatté, nel 1085 e 1086, contro Bertoldo, anti-vescovo nominato dal re Enrico IV. Nel 1086 riuscì a riportare dall'esilio l'arcivescovo Gebeardo alla sua sede di Salisburgo. A causa del suo schieramento nella lotta per le investiture, Enghelberto di vide la revoca, da parte dell'imperatore, della contea di Pustertal nell'anno 1091, che l'imperatore in seguito cedette al vescovo di Bressanone Burcardo.
Come sostenitore di papa Gregorio VII, Enghelberto I decise di rafforzare ulteriormente i suoi sforzi nella riforma, decidendo di fondare l'abbazia di San Paolo nella chiesa di San Paolo nel castello materno di Lavanttal, dove erano sepolti i suoi genitori. Per questo motivo, nel 1085, Enghelberto inviò il figlio maggiore, Enghelberto II, presso l'abate Guglielmo all'abbazia di Hirsau in Svevia: egli aveva l'incarico di negoziare con Guglielmo e convincerlo a sostenere il progetto. L'abate quindi mandò dodici monaci con a capo Wezilo dalla Franconia orientale nella valle di Lavant. Il 1º maggio 1091, Enghelberto cedette ai monaci la chiesa e il monastero di San Paolo. Egli inoltre dotò il monastero di ricchi beni. Wezilo divenne il primo abate del monastero; questo doveva diventare il monastero dinastico degli Spanheimer, i quali continuarono a fare ad esso ricchi doni. È anche degno di nota il fatto che vi si trovino i più antichi luoghi di sepoltura della famiglia Spanheim e dei loro rami collaterali.
Nell'aprile del 1095 lo stesso Enghelberto entrò come monaco nell'abbazia da lui fondata, morendo al suo interno il 1 aprile 1096.

## Famiglia e figli
Enghelbert si sposò con Edvige, la cui origine non può essere determinata con sicurezza. È stata identificata come Edvige Billung, figlia di Bernardo II di Sassonia, ma sembra invece, sulla base di una ricerca di Friedrich Hausmann e Heinz Dopsch, che essa appartenesse invece ad una stirpe friulana. Essi ebbero:
- Bernardo († 1147), conte di Trixen;
- Riccarda († intorno al 1112) ∞ che sposò in prime nozze il conte Bertoldo I di Schwarzenburg († intorno al 1090) ∞ essa si risposò in seconde nozze con Poppo II, margravio d'Istria e Carniola († 1095/1107)  ∞ essa si risposò in terze nozze con Gebeardo I, conte di Reichenhall († 1102);
- Enrico IV († 1123), duca di Carinzia e margravio di Verona (1122-1123);
- Enghelberto II († 1141), margravio d'Istria e Carniola (1103-1134), poi duca di Carinzia e margravio di Verona (1123-1135);
- Sigfrido († 1132), conte di Spanheim-(Lebenau);
- Arduico († 1126), vescovo di Ratisbona (1105-1126).